# Loyal to Myself (Album)
Loyal to Myself ist das sechste Studioalbum der deutschen Popsängerin Lena. Es erschien im Mai 2024 bei Polydor. Für den Vertrieb ist die Universal Music Group zuständig.

## Titelliste

### Standard
| #  | Titel             | Autoren                                                                            | Produktion                     | Länge |
| -- | ----------------- | ---------------------------------------------------------------------------------- | ------------------------------ | ----- |
| 1  | Let Me Dream      | Lena Meyer-Landrut, Nicolas Rebscher, Sophie Simmons                               | Rebscher                       | 1:06  |
| 2  | Loyal to Myself   | Meyer-Landrut, Rebscher, Sam Merrifield, Hannah Wilson                             | Rebscher                       | 2:28  |
| 3  | Brown Blue Eyes   | Meyer-Landrut, Tobias Kuhn, Philipp Steinke                                        | Pascal "Kalli" Reinhardt       | 3:01  |
| 4  | Right Reasons     | Meyer-Landrut, Joe Walter, Michael Geldreich, Simmons                              | Rebscher, Geldreich            | 3:02  |
| 5  | First Love        | Meyer-Landrut, Walter, Geldreich, Simmons                                          | Thomas Thurner, Geldreich      | 2:50  |
| 6  | See You Later     | Meyer-Landrut, Geldreich, Simmons                                                  | Reinhardt, Maarten Paul        | 2:53  |
| 7  | Run Charlie       | Meyer-Landrut, Rebscher, Simmons                                                   | Rebscher                       | 2:39  |
| 8  | I Miss You        | Meyer-Landrut, Dewain Whitmore, Jr., Sofia Quinn, Teal Douville                    | Reinhardt, Douville            | 2:42  |
| 9  | Good Again        | Meyer-Landrut, Rebscher, Simmons                                                   | Rebscher, Nikolai Potthoff     | 2:47  |
| 10 | Unbreakable       | Meyer-Landrut, Rebscher, Simmons                                                   | Rebscher                       | 2:51  |
| 11 | Mean Girls        | Meyer-Landrut, Rebscher, Simmons                                                   | Rebscher, Miksu, Barsky, Sizzy | 2:22  |
| 12 | Drug Worth Doing  | Meyer-Landrut, Alex Schwartz, Casey Smith, Jake Torrey, Joe Khajadourian, Potthoff | Potthoff, The Futuristics      | 2:44  |
| 13 | Lass mich träumen | Meyer-Landrut                                                                      | Rebscher                       | 1:04  |

### Bonustitel
| #  | Titel            | Autoren                                                    | Produktion              | Länge |
| -- | ---------------- | ---------------------------------------------------------- | ----------------------- | ----- |
| 14 | Strip            | Meyer-Landrut, Rebscher, Simmons                           | Rebscher, Yannick Ernst | 2:47  |
| 15 | Looking for Love | Meyer-Landrut, Beatgees, Yanek Stärk, David Vogt, Walter   | Beatgees, Stärk         | 2:40  |
| 16 | What I Want      | Meyer-Landrut, Reinhardt, Walter                           | Reinhardt               | 2:50  |
| 17 | Straitjacket     | Meyer-Landrut, Hailey Collier, Nikolay Mohr, Sophia Brenan | Mohr                    | 2:40  |

## Rezensionen
Laut.de-Redakteur Kai Butterweck fand: „Lenas Pop ist zahm und tut nicht weh. Eine große Hymne oder einen echten Hit wird man nicht finden. Aber vielleicht ist das auch gar nicht der Sinn der Sache. Loyal to Myself ist kein Album, das die Massen zum Ausrasten bringen wird. Es ist eine Platte, die man sich zu Hause anhören kann, wenn man ein Fan von grundsolider Popmusik ist.“
Matthias Halbig vom rnd.de schrieb: „… und die Songs überraschen, denn statt des erwarteten Lena-typischen, geschliffenen Chartspops hört man vornehmlich charmanten (Indie-)pop mit Folkflair, mal zart, mal mit hymnischem Abgang. … Die neuen Lieder umarmen ihren Hörer statt ihn zu befunkeln und zu beglitzern.“

### Chartplatzierungen
| ChartsChartplatzierungen | Höchstplatzierung | Wochen |
| ------------------------ | ----------------- | ------ |
| Deutschland (GfK)        | 5 (4 Wo.)         | 4      |
| Österreich (Ö3)          | 7 (1 Wo.)         | 1      |
| Schweiz (IFPI)           | 78 (1 Wo.)        | 1      |